# Баскет на Летњим олимпијским играма
Баскет 3х3 је олимпијски спорт који је у програм Летњих олимпијских игара званично уврштен 2019. године након што је ФИБА новембра месеца исте године потврдила да ће најбоље пласиране репрезентације са ранг листе обезбедити учешће на премијерном Олимпијском турниру. Ово је уједно био и први пут да је ранг листа ФИБА била квалификациона за Олимпијски баскет турнир, а не Светско и друга континентална првенства.
Иако је планирано да баскет 3х3 дебитује у Токију лета 2020. године због пандемије КОВИД-19 комплетне Олимпијске игре су померене за једну годину, па је баскет 3х3 дебитовао на Олимпијском програму наредног лета.
На такмичењу учествују осам селекција и примењује се Бергеров систем. Тимови који су рангирани на првом и другом месту у групи директно се квалификују у полуфинале. Тимови који су пласирани од трећег до шестог места учествују у плеј-офу. Након тога ступа стандардни елиминациони (нокаут) систем.
На премијерном баскет 3х3 олимпијском турниру заиграо је и најбољи баскеташ планете Душан Булут који је са 3х3 репрезентацијом Србије освојио бронзану медаљу

## Освајачи медаља

### Мушкарци
| Година       | Домаћин | Финале   | Финале   | Финале | Меч за треће место | Меч за треће место | Меч за треће место |
| Година       | Домаћин | Злато    | Резултат | Сребро | Бронза             | Резултат           | Четврто место      |
| ------------ | ------- | -------- | -------- | ------ | ------------------ | ------------------ | ------------------ |
| 2020. детаљи | Токио   | Летонија | 21:18    | РОК    | Србија             | 21:10              | Белгија            |
| 2024. детаљи | Париз   |          |          |        |                    |                    |                    |

### Жене
| Година       | Домаћин | Финале           | Финале   | Финале | Меч за треће место | Меч за треће место | Меч за треће место |
| Година       | Домаћин | Злато            | Резултат | Сребро | Бронза             | Резултат           | Четврто место      |
| ------------ | ------- | ---------------- | -------- | ------ | ------------------ | ------------------ | ------------------ |
| 2020. детаљи | Токио   | Сједињене Државе | 18:15    | РОК    | Кина               | 16:14              | Француска          |
| 2024. детаљи | Париз   |                  |          |        |                    |                    |                    |

## Биланс медаља

### Мушкарци
Стање након Олимпијских игара 2020.
| Земља    |   |   |   |   |
| -------- | - | - | - | - |
| Летонија | 1 | 0 | 0 | 1 |
| РОК      | 0 | 1 | 0 | 1 |
| Србија   | 0 | 0 | 1 | 1 |

### Жене
Стање након Олимпијских игара 2020.
| Земља            |   |   |   |   |
| ---------------- | - | - | - | - |
| Сједињене Државе | 1 | 0 | 0 | 1 |
| РОК              | 0 | 1 | 0 | 1 |
| Кина             | 0 | 0 | 1 | 1 |